# Besny-et-Loizy
Besny-et-Loizy es una comuna francesa, situada en el departamento de Aisne, de la región de Alta Francia.

## Demografía
| 245 | 233 | 259 | 308 | 314 | 350 | 372 | 360 |
| Para los censos de 1962 a 1999 la población legal corresponde a la población sin duplicidades (Fuente: INSEE [Consultar]) |     |     |     |     |     |     |     |